# Кубас (село)
Кубас (каз. Қубас) — упразднённое село в Кызылординской области Казахстана. В 2019 г. включено в состав села Талдыарал. Находилось в подчинении городской администрации Кызылорды. Входило в состав Акжарминского сельского округа. Код КАТО — 431033300.

## Население
В 1999 году население села составляло 118 человек (65 мужчин и 53 женщины). По данным переписи 2009 года, в селе проживал 91 человек (52 мужчины и 39 женщин).